# 蒂薩凱奇凱

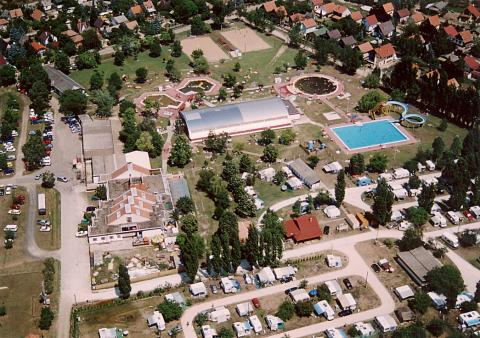

蒂薩凱奇凱（匈牙利語：Tiszakécske，發音：[ˈtisɒkeːt͡ʃkɛ]）是匈牙利巴奇-基什孔州的城鎮，位於該國中部蒂薩河畔，面積133.27平方公里，2011年人口11,294，其中約六成居民信奉天主教。